# Ctenochira angustata
Ctenochira angustata är en stekelart som först beskrevs av Per Abraham Roman 1909.  Ctenochira angustata ingår i släktet Ctenochira och familjen brokparasitsteklar. Arten är reproducerande i Sverige. Inga underarter finns listade i Catalogue of Life.